# Моара-Ніка
Моара-Ніка (рум. Moara Nica) — село у повіті Сучава в Румунії. Адміністративний центр комуни Моара.
Село розташоване на відстані 351 км на північ від Бухареста, 6 км на південний захід від Сучави, 114 км на північний захід від Ясс.

## Населення
За даними перепису населення 2002 року у селі проживали 1417 осіб.
Національний склад населення села:
| Національність | Кількість осіб | Відсоток |
| -------------- | -------------- | -------- |
| румуни         | 1369           | 96,6%    |
| поляки         | 45             | 3,2%     |

Рідною мовою назвали:
| Мова      | Кількість осіб | Відсоток |
| --------- | -------------- | -------- |
| румунська | 1390           | 98,1%    |
| польська  | 25             | 1,8%     |